# Toon Boom Animation
Toon Boom Animation Inc., es una compañía de software canadiense especializada en software de producción de animación. Fundada en 1994 con sede en Montreal, Quebec, Toon Boom desarrolla software de animación y guiones gráficos para cine, televisión, animación web, juegos, dispositivos móviles y aplicaciones de formación. Ha sido galardonado con dos Primetime Emmy en 2005 y 2012 entre otros premios.

## Descripción
Los clientes de Toon Boom van desde estudios profesionales, a los animadores y escuelas. Entre sus clientes se encuentran Walt Disney, Nelvana, Warner Bros Animation, Fox, Walking the Dog, Mercury Filmworks, China Central Television, Toonz India Ltd, eMation, Rough Draft Korea, Alphanim, 2D3D Animation, Imira Entertainment y Enarmonía.
En 2006, la Federación de IT de Quebec (FIQ) concedió un OCTAS 2006 en Multimedia –categoría educativa y cultural del sector– a Toon Boom Studio.
En 2007, FIQ otorgó un OCTAS 2007 en la categoría de Innovación Tecnológica, por Toon Boom Storyboard Pro. Un año después, se le concedió a Flip Boom un premio Gold Choice y un nuevo premio de Medios a la Excelencia del Canadá en la categoría Infantil. En 2009, Flip Boom fue seleccionada como Elección del Editor Technology Review del prestigioso premio Infantil de la excelencia en el diseño. El 2010, Flip Boom Ajo-Star fue concedida con uno pulse Parientes Choice Silver, el premio Nappa Honores y el premio de Tecnología y Aprendizaje de Excelencia. En 2011, Toon Boom ganó el premio HSBC International Business a la categoría de pequeñas y medianas empresas. En 2012, Frost & Sullivan concedió a Toon Boom el Global Animation Software a la empresa emprendedora del año.

## Productos
- Toon Boom Studio - Este software Toon Boom está destinado a los usuarios domésticos y las personas, más que estudios profesionales de animación.
- Toon Boom Animate - Este software Toon Boom está dirigido a profesionales de la animación, estudios boutique, estudiantes y educadores. Contiene algunas de las características de Toon Boom Digital Pro, pero se ha fijado en un precio al consumidor. También cuenta con un personal Learning Edition gratis.
- Toon Boom Animate Pro (antes Toon Boom Digital Pro) - Este software Toon Boom está dirigido a estudios de animación y autónomos, que se describe como " el software de animación más completo para los profesionales, que ofrece contenido por la técnica de creación, animación y juegos de herramientas de composición ".
- Toon Boom Opus (antes USAnimation) - Este software Toon Boom es de uso común en la industria de la animación tradicional del cine y la TV.[3] Este software contiene todas las herramientas necesarias para gestionar los flujos de trabajo de animación tradicional, del análisis de la composición y la integración 2D/3D. Su sistema de base de datos centralizada permite el intercambio de activos entre las escenas y permite que la carga de trabajo sea compartida de manera eficiente a través de un estudio o incluso entre los estudios. En abril de 2008, Toon Boom Opus se abandonó.
- Toon Boom Harmony (antes Toon Boom Symphony) - Igual que el Opus, este software se basa en un sistema de base de datos centralizada y se utiliza en la industria de la televisión y el cine de animación. Contiene todas las características de la Opus y cuenta con herramientas adicionales que se pueden utilizar para el estilo de animación cut-out. Estas herramientas incluyen líneas de lápices con texturas, la herramienta de deformación, el morphing, cinemática inversa, partículas y la integración 2D-3D. Harmony también se puede utilizar como una solución de animación sin papel, dibujo de la animación directamente en el software, utilizando una tableta digitalizadora. Harmony está disponible con licencia de red o autónoma.
- Toon Boom Pencil Check Pro - Software en fase beta.
- Toon Boom Storyboard - Este software se utiliza para crear guiones gráficos que se pueden imprimir.
- Toon Boom Storyboard Pro - Como Storyboard, este software se utiliza para crear storyboards. Además de las características de guion gráfico, la versión Pro tiene herramientas para crear dibujos animados y se puede integrar usando Opus, Harmony o Animate Pro.
- Toon Boom Storyboard Pro 3D - Basándose en Storyboard Pro, este programa se utiliza para crear guiones gráficos combinados con activos en 3D de Maya. Además de las características Storyboard Pro, la versión 3D Pro tiene herramientas para importar y manipular objetos en 3D (apoyos FBX, OBJ, formados OSB), para establecer una cámara de quiere 3D.
- Flip Boom Cartoon - Parte de Toon Boom Fun, se trata de un software de animación de nivel inicial, hecho para aprender los principios de la animación (dibujar, añadir marcos, reproducción)
- Flip Boom Ajo-Star - Parto de Toon Boom Fun, se trata de un software de animación para adolescentes diseñados porque puedan comunicarse con animación (imágenes digitales de importación, archivos Mp3 y subir directamente a YouTube, Facebook e iTunes)
- Flipboom Lite FREE - Esta es la primera aplicación desarrollada por Toon Boom para iPad.
- Garfield's Comic Boom - Parte de Toon Boom Fun, se trata de una tira cómica o software de creación de disco desarrollado con Jim Davis. La aplicación incluye una función de tutoriales en vídeo por el propio Jim Davis. Las características principales incluyen la creación de contenidos, añadiendo sonido y la exportación directa a YouTube, Facebook e iTunes.

## Filmografía

### Walt Disney Animation Studios
- The Princess and the Frog (2009)
- Winnie the Pooh (2011)

### Nickelodeon Movies
- The Rugrats Movie (1998)
- Rugrats in Paris: The Movie (2000)
- Hey Arnold!: The Movie (2002)
- The Wild Thornberrys Movie (2002)
- Rugrats Go Wild (2003)
- Bob Esponja: La película (2004)

### Universal Animation Studios
- Curious George (2006)
- Curious George 2: Follow That Monkey! (2009)

### 20th Century Fox Animation
- The Simpsons Movie (2007)
- Titan A.E. (2000)

## Presencia internacional
Toon Boom tiene clientes en 122 países. Trabaja mucho en Asia y más particularmente en la India, China, Corea del Sur y Filipinas. Toon Boom también está desarrollando nuevos territorios en el Caribe y África, especialmente en Sudáfrica y Egipto.

## Material de aprendizaje virtual
Hay varios vídeos de tutoriales desarrollados por Toon Boom y están disponibles para aprender el Toon Boom Studio, Storyboard Pro y la familia Animate. A través de su web, Toon Boom publica consejos mensuales con ejemplos de los usuarios más expertos. Además, varios usuarios avanzados han desarrollado contenido para ayudar a la comunidad. Se pueden encontrar ejemplos a Toon Boom Wiki toonboomcartooning.wetpaint.com y a Toonboomtutorials.com.
Se pueden encontrar tutoriales adicionales en Toon Boom EF Tutorial!. Otra serie de tutoriales en vídeo son desarrollados por Adam Phillips a YouTube Adam Phillips' Animate Tutoriales y CartoonSmart al Vimeo CartoonSmart Tutoriales en vídeo sobre Animate.

## Adquisiciones
En 1996, Toon Boom compró el negocio de desarrollo de software del estudio USAnimation. Toon Boom ha continuado el desarrollo del software USAnimation, anteriormente conocido como Toon Boom Opus, que ahora se llama Toon Boom Harmony.
En 2006, Toon Boom adquirió la compañía francesa Pegs'se Co, desarrolladora del software de animación 2D de mapa de bits llamado Pegs. Desde la adquisición, el software no ha sido actualizado y ya no está en venta (se ha sustituido por Toon Boom Harmony).
En 2009, Toon Boom adquirió la empresa Cambridge Animation System, desarrollador de Animo.